# Рудный (Тульская область)
Рудный — поселок в Щёкинском районе Тульской области в составе Ломинцевского сельского поселения.

## География
Находится в центральной части Тульской области на расстоянии приблизительно 5 км на восток-северо-восток по прямой от города Щёкино, административного центра района.

## История
Поселок был показан на карте 1989 года как нежилой населенный пункт. При переписи 2002 года не учитывался. Как населенный пункт снова учитывается с 2006 года.

## Население
Постоянное население составляло 50 человек в 2010 году.